# Fabiano Augusto
Fabiano Augusto Fossa de Araújo Pinto (São Paulo, 25 de junho de 1975) é um ator, apresentador e radialista brasileiro conhecido nacionalmente por ser garoto propaganda das Casas Bahia, tendo aparecido em mais de 200 comerciais, inclusive utilizando o bordão "Quer pagar quanto?".

## Carreira
Augusto foi animador de festa, office-boy e vendeu livros para pagar a faculdade, mesmo depois da estreia em anúncios de TV, aos quinze anos, numa propaganda do McDonald's.
No teatro, esteve em Filme Triste, Píramo e Tisbe, Avoar e O Homem das Galochas. Em 2000, com o espetáculo Pirata da Linha, recebeu o Prêmio Panamco de Melhor Ator. Já na TV, apresentou Intimação, na Rede Vida, além de Turma da Cultura e RG na TV Cultura.
Já montou Shakespeare no teatro enquanto promovia de refrigerantes a carros na televisão e dividia o tempo como repórter do programa Turma da Cultura. Até 2003, ele apresentou um programa de auditório transmitido pela Rede Vida.
Recentemente, apareceu em propagandas da MRV e Dadalto.
Após sete anos afastado das propagandas das Casas Bahia, Fabiano retornou à rede varejista, veiculada desde o dia 1.º de março de 2013, na campanha "Economiza Brasil", conforme comunicado da diretora de marketing das Casas Bahia, Flávia Altheman: "Fabiano é querido pelos espectadores e é uma lembrança forte e presente na mente dos nossos consumidores".

## Filmografia
| Televisão | Televisão                    | Televisão    |
| Ano       | Titulo                       | Notas        |
| --------- | ---------------------------- | ------------ |
| 2008      | Teleton Brasil               | Ele mesmo    |
| 2014      | DRelacionamentos             | YouTube      |
| 2014      | Agora É Tarde                | Entrevistado |
| 2017      | The Noite com Danilo Gentili | Entrevistado |
| 2019      | A culpa é do Cabral          | Entrevistado |

| Publicidade             | Publicidade | Publicidade       |
| Ano                     | Serviço     | Notas             |
| ----------------------- | ----------- | ----------------- |
| 2002–2007 2013–presente | Casas Bahia | Garoto-propaganda |